# 科克斯 (佛羅里達州)
科克斯（英語：Cox）是位於美國佛羅里達州卡爾霍恩縣的一個非建制地區。該地的面積和人口皆未知。

## 地理
科克斯的座標為30°36′05″N 85°28′21″W / 30.60139°N 85.47250°W，而該地的平均海拔高度為61米（即200英尺）。